# Giro del Veneto 1987
Il Giro del Veneto 1987, sessantesima edizione della corsa, si svolse il 29 agosto 1987 su un percorso di 228 km. La vittoria fu appannaggio dell'austriaco Gerhard Zadrobilek, che completò il percorso in 5h38'30", precedendo gli italiani Marino Amadori e Maurizio Vandelli.

## Ordine d'arrivo (Top 10)
| Pos. | Corridore          | Squadra                | Tempo    |
| ---- | ------------------ | ---------------------- | -------- |
| 1    | Gerhard Zadrobilek | Château d'Ax Salotti   | 5h38'30" |
| 2    | Marino Amadori     | Ecoflam-BFB            | a 3"     |
| 3    | Maurizio Vandelli  | Ariostea-Gres          | s.t.     |
| 4    | Gianni Bugno       | Atala-Ofmega           | s.t.     |
| 5    | Jesper Worre       | Selca-Thermomec        | s.t.     |
| 6    | Davide Cassani     | Carrera Jeans-Vagabond | s.t.     |
| 7    | Moreno Argentin    | Gewiss-Bianchi         | s.t.     |
| 8    | Luciano Rabottini  | Ariostea-Gres          | s.t.     |
| 9    | Massimo Ghirotto   | Carrera Jeans-Vagabond | s.t.     |
| 10   | Silvano Riccò      | Fibok-Müller           | s.t.     |